# Übel Blatt
Übel Blatt (jap. ユーベルブラット Yūberu buratto) – manga autorstwa Etorōjiego Shiono, publikowana na łamach magazynu „Young Gangan” wydawnictwa Square Enix od grudnia 2004 do września 2009. Następnie seria została przeniesiona do czasopisma „Gekkan Big Gangan”, w którym ukazywała się od grudnia 2011 do marca 2019. Całość została zebrana w 24 tomach. W Polsce prawa do dystrybucji mangi nabyło wydawnictwo Waneko.
Na podstawie mangi studia Satelight i Staple Entertainment wyprodukowały serial anime, który emitowano od stycznia do marca 2025.

## Fabuła
Dwadzieścia lat przed wydarzeniami z mangi, Köinzell (wcześniej znany jako Ascheriit) był młodym szermierzem, który zdobył legendarny tytuł Blatt Meistera, dzięki swoim niezwykłym umiejętnościom władania mieczem. Został wybrany przez cesarza Szaalenden, by być jednym z czternastu elitarnych wojowników, którzy wyruszyli na niebezpieczną misję pokonania złowrogiego narodu Wischtech, posiadającego zaawansowaną broń i mroczną magię. Uzbrojeni w włócznie pobłogosławione przez samego cesarza, czternastu wojowników wyruszyło na terytorium wroga, tracąc trzech towarzyszy w wyniku niebezpieczeństw napotkanych na drodze. Siedmiu z pozostałej jedenastki porzuciło misję, przerażonych ryzykiem. Mimo to Ascheriit oraz trzech wojowników, którzy nadal byli zdecydowani wykonać zadanie, kontynuowali i w niezwykły sposób odnieśli sukces, wracając jako zwycięzcy. Wówczas siedmiu, którzy porzucili misję, zasadzili się na swoich towarzyszy i dokonali na nich masakry. Po powrocie do kraju powiedzieli cesarzowi, że czwórka, którą zabili, zdradziła ich, a oni, po ich zgładzeniu, dokończyli zadanie. W ten sposób zostali okrzyknięci bohaterami i nazwani Siedmioma Bohaterami, podczas gdy zabici wojownicy stali się symbolami zdrady i otrzymali miano Lanc Zdrady.

## Bohaterowie
- Köinzell (jap. ケインツェル Keintseru)

Seiyū: Yūya Hirose 
- Aht (jap. アト Ato)

Seiyū: Yui Kanari 
- Peepi (jap. ピーピ Pīpi)

Seiyū: Hina Tachibana 
- Wied (jap. ヴィド Vido)

Seiyū: Toshiki Masuda 
- Altea (jap. アルテア Arutea)

Seiyū: Hitomi Ueda 

## Manga
Pierwszy rozdział mangi został opublikowany w półmiesięczniku „Young Gangan” 3 grudnia 2004. Po dwuletniej przerwie seria została wznowiona w magazynie „Gekkan Big Gangan”, gdzie ukazywała się od 24 grudnia 2011 do 25 marca 2019. Wydawnictwo Square Enix zebrało jej rozdziały w 24 tankōbonach, wydawanych od 25 lipca 2005 do 25 czerwca 2019.
27 listopada 2024 wydawnictwo Waneko ogłosiło wydanie mangi w Polsce, natomiast premiera zaplanowana jest na marzec 2026.
| Nr | Język japoński       | Język japoński         | Język polski | Język polski |
| Nr | Data wydania         | ISBN                   | Data wydania | ISBN         |
| -- | -------------------- | ---------------------- | ------------ | ------------ |
| 0  | 25 lipca 2005        | ISBN 978-4-7575-1479-9 | marzec 2026  |              |
| 1  | 25 lipca 2005        | ISBN 978-4-7575-1480-5 | —            |              |
| 2  | 25 listopada 2005    | ISBN 978-4-7575-1575-8 | —            |              |
| 3  | 25 marca 2006        | ISBN 978-4-7575-1643-4 | —            |              |
| 4  | 25 września 2006     | ISBN 978-4-7575-1780-6 | —            |              |
| 5  | 24 marca 2007        | ISBN 978-4-7575-1970-1 | —            |              |
| 6  | 25 września 2007     | ISBN 978-4-7575-2121-6 | —            |              |
| 7  | 25 marca 2008        | ISBN 978-4-7575-2242-8 | —            |              |
| 8  | 25 września 2008     | ISBN 978-4-7575-2386-9 | —            |              |
| 9  | 25 marca 2009        | ISBN 978-4-7575-2514-6 | —            |              |
| 10 | 25 września 2009     | ISBN 978-4-7575-2685-3 | —            |              |
| 11 | 9 lutego 2012        | ISBN 978-4-7575-3004-1 | —            |              |
| 12 | 25 września 2012     | ISBN 978-4-7575-3740-8 | —            |              |
| 13 | 25 marca 2013        | ISBN 978-4-7575-3910-5 | —            |              |
| 14 | 25 października 2013 | ISBN 978-4-7575-4100-9 | —            |              |
| 15 | 25 kwietnia 2014     | ISBN 978-4-7575-4258-7 | —            |              |
| 16 | 25 listopada 2014    | ISBN 978-4-7575-4478-9 | —            |              |
| 17 | 25 maja 2015         | ISBN 978-4-7575-4648-6 | —            |              |
| 18 | 25 maja 2016         | ISBN 978-4-7575-4989-0 | —            |              |
| 19 | 24 grudnia 2016      | ISBN 978-4-7575-5192-3 | —            |              |
| 20 | 25 lipca 2017        | ISBN 978-4-7575-5420-7 | —            |              |
| 21 | 24 lutego 2018       | ISBN 978-4-7575-5635-5 | —            |              |
| 22 | 25 września 2018     | ISBN 978-4-7575-5857-1 | —            |              |
| 23 | 25 czerwca 2019      | ISBN 978-4-7575-6171-7 | —            |              |

Historia poboczna, zatytułowana Übel Blatt Gaiden, została opublikowana 25 sierpnia 2011 w czasopiśmie „Young Gangan Big”.
Sequel, zatytułowany Übel Blatt II: Shiseru ō no kishidan (jap. ユーベルブラットII 死せる王の騎士団 Yūberu buratto II: Shiseru ō no kishidan), ukazuje się w magazynie „Gekkan Big Gangan” od 24 lutego 2024.

## Anime
Adaptacja w formie telewizyjnego serialu anime została zapowiedziana 24 lutego 2024. Za produkcję odpowiadają studia Satelight i Staple Entertainment, a za reżyserię Takashi Naoya, wraz z Matsuo Asamim jako asystentem reżysera. Scenariusz napisał Tatsuya Takahashi, postacie zaprojektował Kiyoshi Tateishi, a muzykę skomponował Shun Narita. Anime było emitowane od 11 stycznia do 29 marca 2025 w Tokyo MX i innych stacjach. Motyw otwierający „Zainin” (jap. 罪人) wykonuje Garnidelia, a motyw końcowy „Stella” zaśpiewała Hina Tachibana. Prawa do dystrybucji serii na całym świecie posiada Amazon Prime Video.

### Lista odcinków
| №  | Tytuł | Reżyseria     | Premiera         |
| -- | --- | ------------- | ---------------- |
| 1  | Durch Bruch (Przełom) Durch bruch《Toppa》 (Durch bruch《突破》)                                                            | Matsuo Asami  | 11 stycznia 2025 |
| 2  | Unter Morgen Monde (Pod zarannymi księżycami) Unter Morgen Monde《Zangetsu no shita de》 (Unter Morgen Monde《残月の下で》) | Matsuo Asami  | 18 stycznia 2025 |
| 3  | Langer Regen (Długi deszcz) Langer Regen《Nagai ame》 (Langer Regen《長い雨》)                                              | Matsuo Asami  | 25 stycznia 2025 |
| 4  | Köinzell Köinzell《Keintseru》 (Köinzell《ケインツェル》)                                                                   | Matsuo Asami  | 1 lutego 2025    |
| 5  | Die Burg vom Helden (Zamek Herosa) Die Burg vom Helden《Eiyū no shiro》 (Die Burg vom Helden《英雄の城》)                   | Ryo Nakamura  | 8 lutego 2025    |
| 6  | Schtemwölech Schtemwölech《Shutemuverehi》 (Schtemwölech《シュテムヴェレヒ》)                                               | Ryo Nakamura  | 15 lutego 2025   |
| 7  | Der leere Sarg (Pusta trumna) Der leere Sarg《Kara no kan》 (Der leere Sarg《空の棺》)                                      | Takuya Sawada | 22 lutego 2025   |
| 8  | Der Heldmörder (Zabójca Herosów) Der Heldmörder《Eiyūgoroshi》 (Der Heldmörder《英雄殺し》)                                 | Matsuo Asami  | 1 marca 2025     |
| 9  | Junge Blätter (Młode liście) Junge Blätter《Wakaba》 (Junge Blätter《若葉》)                                                | Matsuo Asami  | 8 marca 2025     |
| 10 | Gegenangriff (Kontratak) Gegenangriff 《Hangeki》 (Gegenangriff《反擊》)                                                    | Ryo Nakamura  | 15 marca 2025    |
| 11 | Gefühl zu… (Z uczuciem) Gefühl zu...《Omoi no saki ni》 (Gefühl zu...《想いの先に》)                                        | Ryo Nakamura  | 22 marca 2025    |
| 12 | Neues Schwert (Nowy miecz) Neues Schwert《Aratanaru ken》 (Neues Schwert《新たなる剣》)                                     | Takuya Sawada | 29 marca 2025    |